# Maria-mole

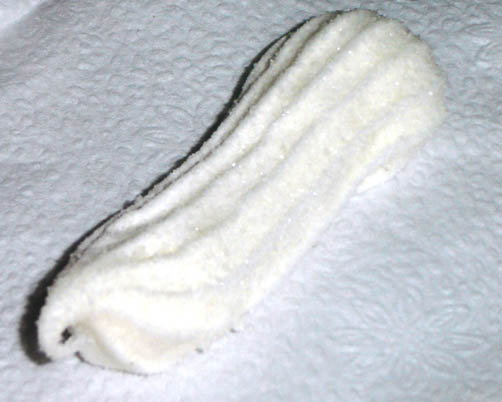
Maria-mole.

El Maria-mole (literalmente ‘María tierna’) es un postre parecido al masmelo, popular en Brasil. Se hace con clara de huevo, azúcar, gelatina y coco.

## Ingredientes
1 taza de agua, 1 paquete de gelatina sin sabor de 12g, 1 taza de azúcar, Aceite de cocina para untar el molde.

## Preparación
Hervir el agua y juntar la gelatina. Se mezcla todo. Después llevar a la batidora junto al azúcar por 10 minutos. Untar el molde, poner la mezcla en él y meter en la nevera durante 20 minutos.